# (31772) Asztalos
(31772) Asztalos est un astéroïde de la ceinture principale.

## Description
(31772) Asztalos est un astéroïde de la ceinture principale. Il fut découvert le 13 mai 1999 à Socorro (Nouveau-Mexique) par le projet LINEAR. Il présente une orbite caractérisée par un demi-grand axe de 2,84 UA, une excentricité de 0,08 et une inclinaison de 8,7° par rapport à l'écliptique.

## Compléments